# Phụ lưu số 5
Phụ lưu số 5 là một con sông đổ ra Sông Bôi. Sông có chiều dài 14 km và diện tích lưu vực là 73 km². Phụ lưu số 5 chảy qua các tỉnh Hà Nam, Hòa Bình.